# Ишалница (Долж)
Ишалница (рум. Işalniţa) насеље је и општина у Румунији у жупанији Долж. Oпштина се налази на надморској висини од 108 m.

## Становништво
Према подацима из 2002. године у насељу је живело 4010 становника.

### Попис2002.
| Расподела становништва по националности 2002.‍ | Расподела становништва по националности 2002.‍ | Расподела становништва по националности 2002.‍ | Расподела становништва по националности 2002.‍ | Расподела становништва по националности 2002.‍ |
| --------------------------------------------- | --------------------------------------------- | --------------------------------------------- | --------------------------------------------- | --------------------------------------------- |
|                                               |                                               |                                               |                                               |                                               |
| Румуни                                        | Румуни                                        |                                               | 3.973                                         | 99,2%                                         |
| Роми                                          | Роми                                          |                                               | 34                                            | 0,8%                                          |